# الکساندر سورلوث
الکساندر سورلوث (انگلیسی: Alexander Sørloth؛ زادهٔ ۵ دسامبر ۱۹۹۵) بازیکن فوتبال اهل نروژ است که در پست مهاجم برای باشگاه اتلتیکو مادرید بازی می‌کند.
از باشگاه‌هایی که در آن بازی کرده‌است می‌توان به باشگاه فوتبال بوده گلیمت، باشگاه فوتبال لایپزیگ، باشگاه فوتبال روزنبورگ، و باشگاه فوتبال خرونینگن اشاره کرد.
وی همچنین در تیم‌های ملی فوتبال زیر ۲۱ سال نروژ و نروژ بازی کرده‌است.